# 张越霞
张越霞（1910年—1979年），女，浙江浦江人，中华人民共和国政治人物，曾任第二、三、四、五届全国政协委员。她的丈夫是博古。

## 家庭
1928年7月派往上海中共中央秘书处文书科工作期间与同乡张纪恩结为夫妻，1930年二人生了一个女儿。1931共产党成员向忠发被捕后供出二人，张纪恩因被搜出与共产党有关的文件而被判刑五年，张越霞则因证据不足被共产党领导的互济会保释出狱。他们的女儿死在了巡捕房的孤儿院里。出狱后张越霞认为张纪恩在狱中的表现“不坚定”与其断绝了夫妻关系。
1939年被调重庆任中共南方局组织干事，期间与中共南方局代理书记博古相识，并在1940与博古结为夫妻，董必武是他们的证婚。二人育有一个儿子秦铁，曾在天津远洋公司担任船长，2012在北京去世。